# Под планетой обезьян
«Под планетой обезьян» (англ. Beneath the Planet of the Apes) — второй фильм из цикла «Планета обезьян».

## Сюжет
Новая группа астронавтов улетает с Земли в поисках предыдущей группы, о которой говорилось в первой части. Но их корабль также терпит крушение, и выживает только один — сержант Брент.
Буквально сразу после крушения он встречает Нову, скачущую на коне, и, заметив у неё на груди армейский значок Тейлора, пытается узнать у неё, куда тот подевался. Не владеющая речью Нова не может ему ответить, но соглашается проводить его к городу обезьян. Там Брент наблюдает военный совет обезьян и слышит слова их генерала Урсуса о готовящемся походе в Запретную зону. Невзирая на все предосторожности и помощь Зиры и Корнелиуса, рассказавших Бренту о том, что Тейлор отправился в заброшенный город, пара людей попадает к обезьянам в плен. Учёные обезьян помогают Бренту и Нове бежать, однако заметивший беглецов патруль обезьян пускается за ними в погоню. Войско обезьян отправляется в поход на заброшенный город. 
Брент с Новой укрываются от преследователей в одной из горных пещер, проникая в подземелье, где астронавт находит остатки метрополитена и понимает, что здесь некогда был Нью-Йорк. Его ошарашивает страшная догадка: «Они взорвали её», а «…эти переговоры за круглым столом ни к чему не привели». Продвигаясь далее, Брент встречает колонию уцелевших разумных людей, которые общаются друг с другом с помощью телепатии и поклоняются ракете-носителю с кобальтовой боеголовкой. По завершении молитвы обитатели подземелий снимают с себя маски, «показывая лица Богу», и под масками открываются кошмарные лица мутантов.
Подземные жители отводят Брента в камеру, где находится Тейлор. Брент рассказывает ему свою историю, а также то, что он видел на ракете две буквы «Альфа» и «Омега». Тейлор понимает, что подобная бомба может разрушить всю Землю. Мутант-афроамериканец Онгаро Негро с помощью телепатии заставляет обоих астронавтов сражаться друг с другом насмерть. Однако Нове удаётся отвлечь его, после чего он погибает от рук узников. 
Мутантам так и не удаётся остановить войско обезьян телепатическими иллюзиями, и разъяренные обезьяны врываются в подземный город, убивая жителей и разбивая изваяния династии его правителей Мендесов. Нова гибнет от пули обезьян, после чего Тейлор заявляет, что ему незачем больше жить. Последний уцелевший мутант, правитель Мендес 26-й, показывает обезьянам ракету — «орудие Бога», но генерал обезьян Урсус поднимает его на смех и приказывает убить. Обезьяны роняют ракету, не обращая внимания на предупреждения доктора Зейуса, что это орудие человека, способного нести миру лишь зло. Обезьяны замечают Тейлора и Брента, пули скашивают Тейлора. Брент стреляет по обезьянам, но при перезарядке автомата попадает под очереди целой шеренги обезьян. Смертельно раненый Тейлор запускает взрыв ракеты.
Голос за кадром повествует, что в одной из бесчисленных галактик во Вселенной лежит средних размеров звезда, и один из её спутников, незначительная зелёная планета, прекратил своё существование…

## В ролях
- Джеймс Францискус — Брент
- Дэвид Уотсон — Корнелиус
- Родди МакДоуэлл — Корнелиус (фрагмент)
- Ким Хантер — Зира
- Морис Эванс — доктор Зейус
- Линда Харрисон — Нова
- Пол Ричардс — Мендес
- Натали Транди — Альбина
- Джефф Кори — Каспей
- Грегори Буоно — Верджер
- Дон Педро Колли — Негро
- Виктор Буоно — Толстяк[2]
- Джеймс Грегори — генерал Урсус
- Чарлтон Хестон — Тейлор
- Тод Эндрюс — Мэддок
- Томас Гомес — министр
- Пол Фриз — рассказчик

## Критика
Данный фильм, в отличие от предыдущей части, подвергся жестокой критике, главным образом, за существенные расхождения сюжета с первоисточником. Rotten Tomatoes дал фильму 41 % отрицательных отзывов.

### Комментарии
1. ↑  кобальтовая бомба (она же «грязная бомба»))